# Lohberg (Bayern)
Lohberg ist eine Gemeinde im Oberpfälzer Landkreis Cham.

## Geographie

### Geographische Lage
Die Gemeinde liegt im Böhmerwald im Osten des Lamer Winkels am Südhang des Großen Osser. Der Kleine Arbersee liegt im Süden des Gemeindegebietes. Lohberg ist die östlichste und höchstgelegene Gemeinde der Oberpfalz. Durch Lohberg fließt der Weiße Regen.
Nachbargemeinden sind Lam und Bayerisch Eisenstein.

### Gemeindegliederung
Es gibt 26 Gemeindeteile (in Klammern ist der Siedlungstyp angegeben):
- Altlohberghütte (Weiler)
- Berghäusl (Weiler)
- Christlhof (Einöde)
- Eben (Einöde)
- Ebensäge (Einöde)
- Eggersberg (Dorf)
- Hinterschwarzenbach (Weiler)
- Impflgut (Einöde)
- Lissen (Einöde)
- Lohberg (Pfarrdorf)
- Lohberghütte (Dorf)
- Lohhäusl (Einöde)
- Mooshütte (Einöde)
- Oberhaiderberg (Weiler)
- Scheiben (Einöde)
- Schneiderberg (Weiler)
- Schrenkenthal (Dorf)
- Schwarzau (Einöde)
- Schwarzenbach (Dorf)
- Seehütte (Einöde)
- Silbersbach (Weiler)
- Sommerau (Dorf)
- Thürnstein (Dorf)
- Untereggersberg (Einöde)
- Unterhaiderberg (Einöde)
- Zackermühle (Weiler)

## Geschichte

### Bis zur Gemeindegründung
Im Jahre 1447 wurde Lohberg in den Zehentbüchern des Klosters Rott am Inn erstmals erwähnt. Das Gebiet zwischen Ozzer (Osser), Dwerchecke (Zwercheck) und Hadwich (Arber) war bereits 1279 dem Kloster als Schenkung vom Bischof Henricus, Graf von Rotteneck, Regensburg, zur Rodung und Besiedelung überlassen worden.

### Verwaltungszugehörigkeit
Lohberg gehörte zum Rentamt Straubing und zum Landgericht Kötzting des Kurfürstentums Bayern. Im Zuge der Verwaltungsreformen in Bayern entstand mit dem Gemeindeedikt von 1818 die Gemeinde Lohberg.
Nach zwischenzeitlicher Eingliederung in den Landkreis Regen im Zuge der Gebietsreform in Bayern mit Wirkung vom 1. Juli 1972 gehört Lohberg seit dem 1. Mai 1978 zum Landkreis Cham und somit zur Oberpfalz.

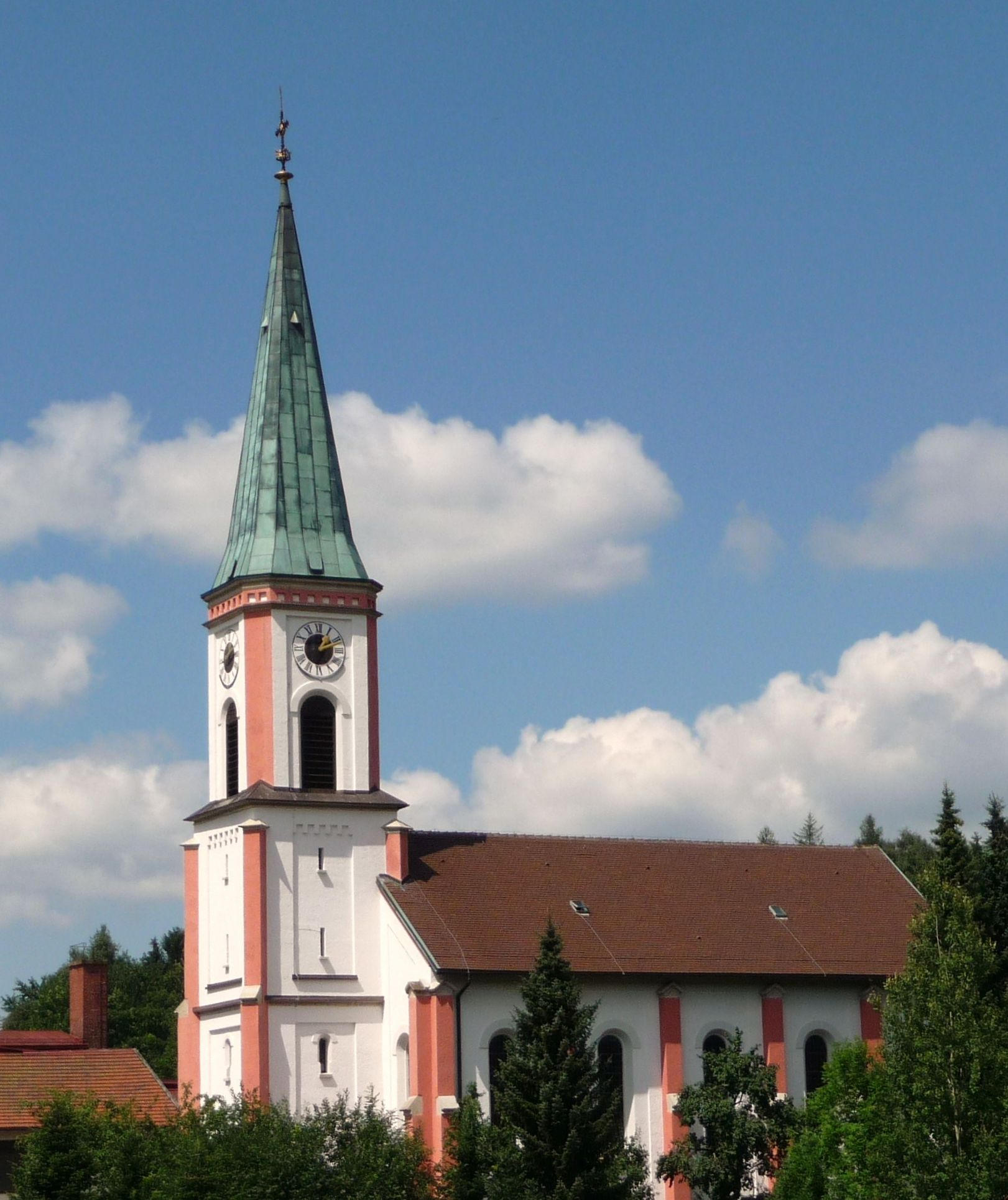
Pfarrkirche St. Walburga

### Einwohnerentwicklung
Zwischen 1988 und 2018 sank die Einwohnerzahl von 2065 auf 1873 um 192 Einwohner bzw. um 9,3 %.
| Jahr      | 1961 | 1970 | 1987 | 1991 | 1995 | 2000 | 2005 | 2010 | 2015 | 2020 |
| --------- | ---- | ---- | ---- | ---- | ---- | ---- | ---- | ---- | ---- | ---- |
| Einwohner | 1967 | 1909 | 2051 | 2095 | 2116 | 2090 | 2095 | 2029 | 1875 | 1835 |

## Politik

### Bürgermeister
Erster Bürgermeister ist seit Mai 2008 Franz Müller (CSU-Freie Wählergemeinschaft). Er ist Nachfolger von Johann Mühlbauer (CSU), der zwei Amtsperioden Bürgermeister war. Müller wurde am 15. März 2020 mit 93,9 % der gültigen Stimmen für weitere sechs Jahre gewählt.

### Gemeinderat
Bei der Gemeinderatswahl am 15. März 2020 erhielt die gemeinsame Liste von CSU und Freier Wählergemeinschaft alle zwölf Mandate; der zweite Wahlvorschlag (AfD) mit nur einem Bewerber erreichte keinen Sitz.

### Wappen
| Wappen der Gemeinde Lohberg | Blasonierung: „Gespalten von Silber und Blau; vorne über einem schwarzen Wellenbalken ein aufrechter, gebogener grüner Ölzweig, hinten ein silberner Glaskrug mit Henkel.“ |
| Wappen der Gemeinde Lohberg | Wappengeschichte: Der schwarze Wellenbalken redet für den Gemeindeteil Schwarzenbach und erinnert daran, dass die Gemeinde Lohberg 1820/21 aus den kleinen Landgemeinden Thiernstein, Silbersbach, Schwarzenbach und Sommerau gebildet wurde. Der Ölzweig, Attribut der heiligen Walburga, verweist auf die Patronin der Lohberger Pfarrkirche. Der Glaskrug versinnbildlicht die Glasindustrie, die für das wirtschaftliche Leben in der Gemeinde (Lohberger Spiegelhütte, Sommerau, Mooshütte) seit dem 17. Jahrhundert von großer Bedeutung war. Dieses Wappen wird seit 1965 geführt. |

## Kultur und Sehenswürdigkeiten
Im 1989 eröffneten Bayerwaldtierpark Lohberg kann man Tiere, die im Bayerischen Wald leben oder hier einmal beheimatet waren, in natürlicher Umgebung beobachten. Zu sehen sind u. a. ein großes Wolfsgehege, Rentiere, Waschbären, Uhus, Wisents, Rotwild und Elche. Im restaurierten Baudenkmal Schwarzauer-Haus, in dem eine Bilder- und Kunstausstellung untergebracht ist, finden Vernissagen heimischer Kunstmaler und sonstige Kulturveranstaltungen statt.

## Wirtschaft und Infrastruktur

### Wirtschaft einschließlich Land- und Forstwirtschaft
Es gab 2022 nach der amtlichen Statistik im produzierenden Gewerbe 37 und im Bereich Handel und Verkehr 71 sozialversicherungspflichtig Beschäftigten am Arbeitsort. In sonstigen Wirtschaftsbereichen waren 190 sozialversicherungspflichtig Beschäftigten am Arbeitsort. Am Wohnort belief sich die Zahl auf insgesamt 730. Im verarbeitenden Gewerbe gab es keine, im Bauhauptgewerbe drei Betriebe. Zudem bestanden im Jahr 2020 24 landwirtschaftliche Betriebe mit einer landwirtschaftlich genutzten Fläche von 374 ha, davon waren 13 ha Ackerfläche und 361 ha Dauergrünfläche.
Größte Arbeitgeber waren 2016 die Wäscherei Topclean. und die Brauerei Osser-Bier.

### Tourismus
Der Ort bietet mit Landhotels, Gästehäusern und Ferienwohnungen zahlreiche Unterkunftsmöglichkeiten. Touristische Wanderziele sind u. a. das Osserschutzhaus „Haus Willmann“ auf dem Großen Osser und der idyllisch gelegene Kleine Arbersee sowie der Große Arber. Im Langlaufzentrum Scheiben beginnt die 150 km lange Bayerwaldloipe. Zahlreiche Gasthäuser, Restaurants, Cafés und Brotzeitstüberl sowie Schenken und Bars bieten Einkehr an.

### Bildung
Es gibt folgende Einrichtungen:
- eine Kindertageseinrichtung: 50 genehmigten Plätzen und 43 Kindern (Stand 2023)
- eine Grundschule: zwei Lehrkräfte, 40 Schülerinnen und Schüler (Stand Schuljahr 2022/23), die eine der kleinsten Schulen in Bayern ist.[16]

## Persönlichkeiten
- Joseph Kopp (* 1788 in Sommerau; † 1842 in Erlangen), klassischer Philologe, Philosoph und Hochschullehrer